# Novo Selo Glinsko
Novo Selo Glinsko is een plaats in de gemeente Glina in de Kroatische provincie Sisak-Moslavina. De plaats telt 132 inwoners (2001).